# Don Sebesky
Donald „Don“ Alexander Sebesky (* 10. Dezember 1937 in Perth Amboy, New Jersey; † 29. April 2023 in Maplewood, New Jersey) war ein US-amerikanischer Jazzmusiker (Arrangeur, Posaunist) und Komponist.

## Leben und Wirken
Don Sebesky spielte zunächst in der Bigband von Tommy Dorsey, die von Warren Covington weitergeführt wurde, bei dem er drei Jahre lang Posaunenunterricht hatte. Neben einem Kompositionsstudium an der Manhattan School of Music spielte er bei Claude Thornhill, Kai Winding, Maynard Ferguson und Stan Kenton. Seit 1960 konzentrierte sich Sebesky bereits auf die Tätigkeit als Arrangeur, wobei er unter anderem für Ferguson, Carmen McRae, Wes Montgomery (Bumpin’), Buddy Rich, Hubert Laws, Freddie Hubbard, George Benson (The Shape of Things to Come), Paul Desmond (From the Hot Afternoon) Roberta Flack oder Ron Carter tätig wurde. Zunehmend gab er das aktive Spielen als Instrumentalist auf; mit seinem CTI-Album Giant Box (1973), auf dem er noch vereinzelt als Akkordeonist wirkte, aber hauptsächlich seine Arrangements dirigierte, erreichte er Platz 16 in den amerikanischen Charts. 1975 erschien sein Lehrbuch „The Contemporary Arranger“. 1979 legte er seine symphonische Komposition „Three Works for Jazz Soloists and Symphony Orchestra“ vor. Darüber hinaus komponierte Sebesky die Musik zu verschiedenen Fernsehproduktionen und dem Kinodrama The People Next Door aus dem Jahre 1970 mit Eli Wallach in der Hauptrolle. Regie führte David Greene. Er spielte aber auch Alben unter eigenem Namen ein, etwa „Full Cycle“ (1984) oder „Our Love Is Here To Stay“ (1999).
2000 gewann er mit seiner Joyfull Noise Suite einen Grammy für die „beste Instrumentalkomposition im Jazz“. Zweimal erhielt er einen Grammy für sein Arrangement: 1999 für die Bill-Evans-Komposition „Waltz for Debby“, im Folgejahr für „Chelsea Bridge.“ Zwanzig Mal war er für einen Grammy nominiert, zuletzt 2009.

## Lexikalischer Eintrag
- Martin Kunzler: Jazz-Lexikon. DirectMedia Publ., Berlin 2005, ISBN 3-89853-018-3. (1 CD-ROM)